# Quatre pièces pour piano, op. 4 de Prokofiev
Pour les articles homonymes, voir Quatre pièces pour piano.
Les Quatre Pièces opus 4 est un court cycle de pièces pour piano de Serge Prokofiev composé en 1907-08.

## Analyse de l'œuvre
1. Réminiscence
2. Élan
3. Désespoir
4. Suggestion diabolique